# 발리 (축구)

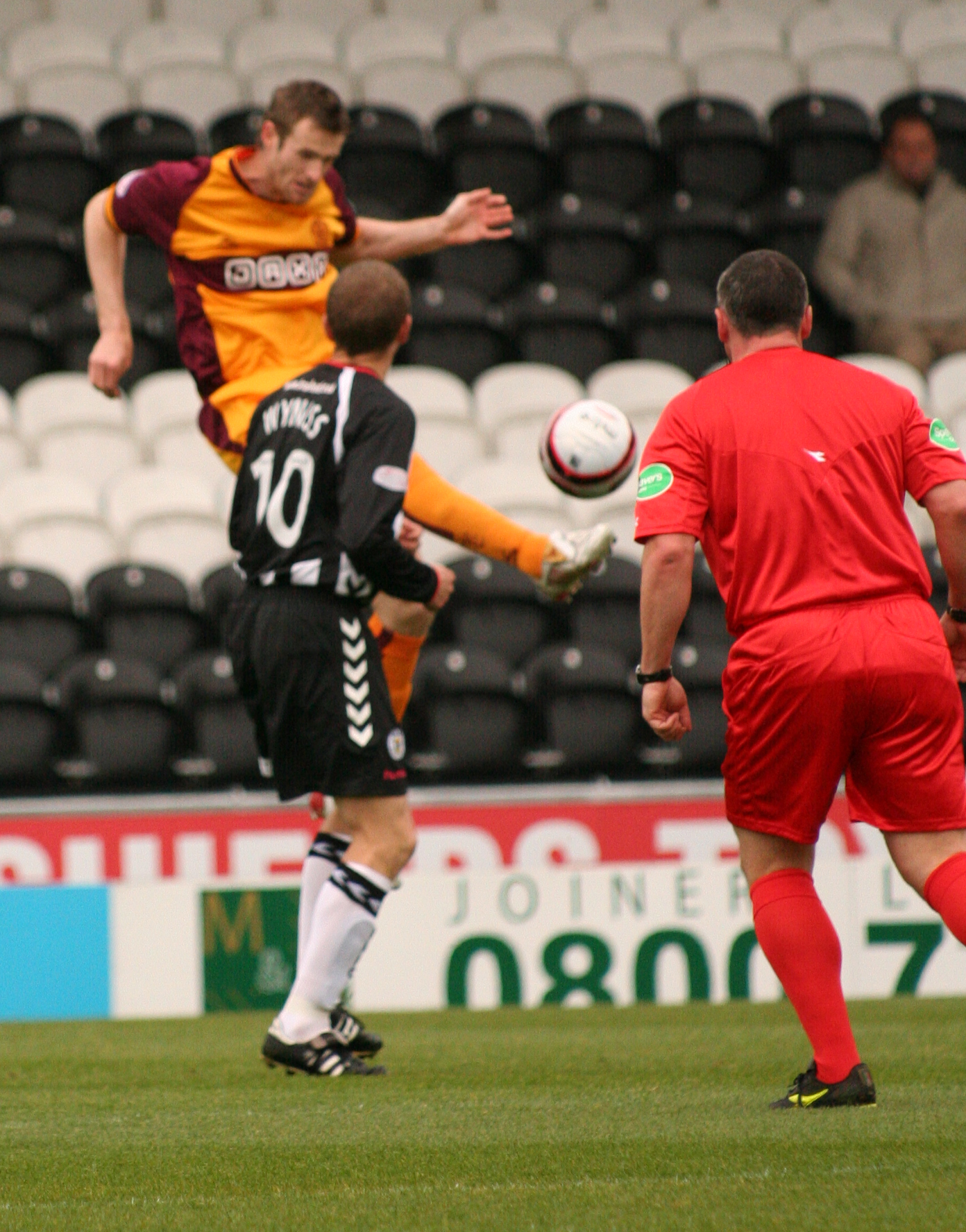
머더웰 FC의 한 선수가 세인트 미렌 FC를 상대로 발리를 하고 있다.

발리(Volley)는 축구에서 공이 땅에 닿기 전 공중에서 공을 차는 킥이다. 좋은 눈-발 협응과 타이밍이 요구된다.
하프 발리(Half Volley) 또한 흔히 사용되는데, 땅에 떨어진 공이 튀어오르는 순간 킥하는 걸 말한다.
발리킥이 강할 경우 매우 무겁고 빠른 볼이 되므로 상대방 측에서 판단하기가 어려워, 특히 슛에 있어서 골키퍼가 판단을 잘못하는 일이 많다. 발리킥은 볼에 상,하 변화를 줄 수 있으며 공중에 떠 있는 볼을 상대보다 한시라도 빨리 처리할 수 있다는 강점을 지니고 있다.

## 같이 보기
- 바이시클 킥
- 슛
- 이동국